# 체포 FC
체포 FC(Chepo Fútbol Club)는 파나마의 축구단이었으며 2016년 해체되었다.

## 우승
- 프리메라 A: 1

2006
- 코파 롬멜 페르난데스: 1

2003

## 선수 명단

### 역대
틀:리가 파나메냐